# Теорема существования
Теорема существования — утверждение, которое устанавливает, при каких условиях существует решение математической задачи или математический объект, например производная, неопределённый интеграл, определённый интеграл, решение уравнения и т. д. При доказательстве теорем существования используются сведения из теории множеств. Теоремы существования играют очень важную роль в различных приложениях математики, например при математическом моделировании различных явлений и процессов. Математическая модель не адекватна конкретному описываемому явлению, из существования решения реальной задачи не следует существование соответствующей математической задачи. Доказательство теорем существования необходимо перед решением различных математических задач, вроде вычисления интеграла или интегрирования дифференциального уравнения. Теоремы существования позволяют определить, существует ли вычисляемый интеграл и сколько решений имеет дифференциальное уравнение. Если удаётся доказать теорему существования, единственность решения и корректность самой постановки задачи, то это означает очень важный первый шаг в решении задачи.

## Примеры
- Необходимое и достаточное условие интегрируемости функции: для того, чтобы интегральная сумма {\displaystyle s} сходилась к пределу при {\displaystyle \Delta x_{max}\rightarrow 0}, требуется, чтобы сумма всех промежутков, в которых колебание больше {\displaystyle \sigma }, для любого {\displaystyle \sigma } при надлежащем выборе {\displaystyle d} могла быть сделана как угодно малой.
- Теорема Вейерштрасса об ограниченной возрастающей последовательности.
- Теорема существования трансцендентных чисел, доказываемая из соображений мощности множества.
- Теорема Брауэра о неподвижной точке.
- Теорема существования решения задачи Коши (в частности, Теорема Пеано).
- Китайская теорема об остатках.
- Теоремы о диофантовых приближениях иррациональных чисел (например, Теорема Дирихле о диофантовых приближениях).
- Теорема Дирихле о простых числах в арифметической прогрессии.
- Теорема Пикара (интегральные уравнения).

## Конструктивность теорем существования
Для теорем существования часто рассматривается вопрос об их конструктивности или эффективности построений объекта, существование которого доказывается. Теорема, в которой объект строится явно, считается более содержательной, чем так называемая теорема, утверждающая существование какого-либо объекта, но совсем не говорящая о том, каким образом его построить. Теоремы первого типа называются конструктивными теоремами существования, теоремы второго типа — теоремами чистого существования. Конструктивные теоремы существования обычно доказываются сложнее, чем соответствующие теоремы чистого существования, либо их на некотором этапе развития математики может просто не быть.
В интуиционизме теоремы существования формулируются в более слабой формулировке.